# 孟雷
孟雷（1503年—？），字孔敬，别號石盟，山西澤州人，民籍，明朝政治人物。

## 生平
山西鄉試第九名舉人。嘉靖八年（1529年）中式己丑科會試第二百六十六名，登第二甲第九十四名進士。授扬州府同知，裁革内使夫役逮狱。改调雷州，明敏卓荦，剖决如流，清苦自若，贪墨敛迹，歷官和州知州、陕西按察司僉事。著有《修趾集》。

## 家族
曾祖孟瑋；祖父孟鎬，曾任義官；父孟漢，曾任義官。前母趙氏；母韓氏。具庆下。兄孟霓、孟霦（同科進士）。弟孟霁、孟霏、孟需、孟霍。